# Čchen Liang-jü
Čchen Liang-jü (čínsky pchin-jinem Chén Liángyǔ, znaky zjednodušené 陈良宇, tradiční 陳良宇; * 24. října 1946) je bývalý čínský komunistický politik, celou svou kariéru působící v Šanghaji. Z řadového šanghajského inženýra se vypracoval na zástupce tajemníka šanghajského městského výboru KS Číny (1992–2002), místostarostu Šanghaje (1996–2001), poté starostu Šanghaje (2001–2003) a tajemníka šanghajského městského výboru KS Číny (2002–2006). Současně byl kandidátem (1997–2002) a členem (2002–2006) ústředního výboru a členem politbyra (2002–2006) ÚV KS Číny. Roku 2006 byl kvůli zapojení do korupční aféry odvolán ze všech funkcí, následující rok vyloučen ze strany a roku 2008 odsouzen k 18 letům vězení.

## Život
Čchen Liang-jü se narodil 24. října 1946 v Šanghaji. Absolvoval fakultu architektury Institutu logistického inženýrství ČLOA, na níž studoval v letech 1963–1968. Následující dva roky sloužil v armádě. Od roku 1970 byl zaměstnancem Šanghajského strojírenského závodu Pengpu, kde se vypracoval z dělníka a inženýra až na zástupce ředitele. V letech 1979-80 studoval na šanghajské univerzitě Tchung-ťi. V letech 1984–1985 byl stranickým vedoucím v Šanghajské společnosti elektrických spotřebičů.
Roku 1985 přešel do stranického aparátu, v němž pracoval jako zástupce vedoucího a vedoucí důchodového odboru šanghajského městského výboru KS Číny, v letech 1987–1992 vedl správu šanghajského městského obvodu Chuang-pchu. Roku 1992 studoval na College of Public Policy na Birminghamské univerzitě ve Velké Británii. Roku 1992 převzal úřad zástupce tajemníka šanghajského městského výboru KS Číny, současně byl od roku 1996 místostarostou Šanghaje. Na XV. sjezdu KS Číny v září 1997 byl zvolen kandidátem ústředního výboru. Od prosince 2001 do února 2003 byl starostou Šanghaje, od listopadu 2002 do září 2006 stál v čele šanghajského městského výboru KS Číny (jako jeho tajemník). Jako tajemník šanghajské organizace strany byl na XVI. sjezdu KS Číny v listopadu 2002 zvolen členem politbyra.
V září 2006 byl, v souvislosti s korupční kauzou týkající se legálních převodů prostředků šanghajských penzijních fondů, odvolán z politbyra a ústředního výboru i z funkcí v šanghajské organizaci strany. V červnu 2007 byl vyloučen ze strany a roku 2008 souzen. Čchen Liang-jü se před soudem kál a vrátil peníze získané na úplatcích, dostal proto relativně nízký trest 18 let vězení.